# 蜀山剑侠传
《蜀山剑侠传》是中国小说家还珠楼主李寿民创作的一部未完成的长篇剑侠奇幻小说。小说包括前傳、正傳、別傳和後傳，5百万字，正傳全書共329回。作者从1930年起创作，至1948年仍未完成。1949年之后，中國共產黨正式掌管中国大陆，作者被迫停更。

## 小說系列
- 長眉真人傳 : 二十四回
- 蜀山劍俠傳 : 三百零九回
- 峨眉七矮 : 九回
- 蜀山劍俠後傳 : 二十回
- 蜀山劍俠新傳 : 八回

## 故事概要
《蜀山劍俠傳》以中國玄幻為題材，融合了神話、志怪、劍仙、武俠於一體的小說，其思想體系是儒釋道三家合流的產物。
故事的背景是正邪將會進行大決戰——「第三次峨嵋鬥劍」。這次鬥劍是正邪陣營的終極比試，所有的恩怨都會在此了斷。
而故事主要講述正義一方——峨嵋派的一班年輕弟子，包括二雲三英、七矮和四大弟子等學藝、修煉及斬妖除魔的遭遇。在他們外出修行的經歷中，不斷面對挑戰，過程中得到各樣奇珍異寶，從而提昇了不少戰鬥力。當中又以「三英」中的李英瓊為主要人物，小說詳細敍述了她從一個普通少女，在無數機緣巧合下，得到長眉真人的「紫郢劍」，收復神雕佛奴和猩猩袁星，服下罕見的朱果，又接收了前輩仙人所留的「紫清神焰率兜火」和白眉禪師的「定珠」，後來還獲得了前世摯友聖姑的一甲子功力，最後承繼道統，成為峨嵋派第三代掌門預定人選。
全書的另一脈絡是有關490年一度的神仙大劫「道家四九天劫」。講述散居各地的初級仙家；散仙、地仙，他們在修煉成為高境界的金仙過程中將要經歷的天災大劫。而正派代表峨嵋派就不斷協助這些散仙們，以免他們在三劫中陷入困境。
由於《蜀山劍俠傳》在1949年被迫停更，還珠樓主最終沒能寫到「第三次峨嵋鬥劍」及「道家四九天劫」的結局。

## 小說用詞及術語
- 天魔：行魔道的天人，即邪神
- 陰魔及元命牌：暗中引誘或挑撥修煉者情緒，逼令有關人等降服，與其訂立出賣靈魂的合約，即元命牌
- 人造天魔：由極具威力的元神或生魂製煉成有形的陽魔，再讓它飽吸精血而成，此類魔鬼甚難消滅
- 元神：即靈魂及三魂七魄的總稱，能主宰一切思想動作，但須寄託於肉身
- 三尸元神：魔道中人採以毒攻毒方法，將三尸之毒凝煉成另外三個元神，在戰敗逃走時用
- 元嬰：道行高的劍仙體內孕育出的靈胎，與元神合上後，大小由心
- 身外化身：修煉出來的另一個元神，但需要寶珠，如玄牝珠，定珠，雪雲珠等來乘載保護
- 屍解：一、功行完滿時，脫去本來形骸，以元嬰成道，二、肉身受損，元嬰強行遁出元神他去
- 兵解：借助兵器或仙劍，於頭上開一小洞，好讓元神逃走，以保生機
- 合籍雙修：讓兩位本來具有多生情份的愛侶劍仙以有名無實的形式結合，合籍共參仙道，同鑄永生

## 主要人物
正派人物
峨嵋派（第一玄門正宗）
第一代
- 長眉真人－開山祖師
- 連山大師－長眉真人師叔
- 鄧隐－長眉真人師弟（血神子）

第二代
| - 東海三仙 - 玄真子－大弟子 - 苦行頭陀－二弟子 - 妙一真人 齊潄溟－為第二代掌門 - 荀蘭茵－妙一真人入道前的妻子 - 屠龍師太 - 曉月禪師 - 白雲大師 - 餐霞大師 - 髯仙李 元化 - 萬里飛虹 佟元奇 - 風火道人 吳元智 - 坎離真人 許元通 - 醉道人 - 元覺大師 - 元敬大師 - 元元大師 - 頑石大師 - 第二代四大弟子 諸葛警我－玄真子傳人 笑和尚－苦行頭陀傳人 申屠宏－妙一真人首徒 阮徵 | - 二雲三英 周輕雲 齊靈雲－妙一真人夫婦次女 李英瓊－第三代掌門預定人選 余英男 嚴人英－妙真觀主嚴瑛姆的侄孫 - 峨嵋七矮 阮徵－七矮之首 齊金禪－妙一真人夫婦幼子 石生 易鼎 易震 甄良 甄兌 |

帶藝投師的峨嵋弟子
| - 岳雯 - 追雲叟白谷逸首徒 - 陸蓉波 - 父親為極樂童子李靜虛之徒 - 鄧八姑－外號女殃神 - 天狐寶相夫人－乃天狐所化 - 秦紫玲 - 天狐之女 - 秦寒萼 - 天狐之女 - 司徒平－本為異教萬妙仙姑許飛娘的弟子 - 廉紅藥－本為正教前輩嚴瑛姆的關門弟子 | - 朱文－本為黃山餐霞大師門下 - 癩姑－本為神尼屠龍師太門下 - 女神嬰 易靜－本為伏魔真人一真大師門下 - 凌雲鳳 - 墨鳳凰 申若蘭－本為紅花姥姥弟子 |

峨嵋第三代弟子至交
- 李洪－妙一真人夫婦數世前的愛子
- 謝瓔－仙都二女
- 謝琳－仙都二女

正教長老（玄門正宗及佛家高手）

| - 妙真觀主 瑛姆－真仙 - 姜雪君－妙真觀主弟子 - 極樂童子 李靜虛－青城派祖師 真仙 法力 堪比長眉真人 - 幻波池主人 聖姑伽因 - 第一神僧 白眉和尚 - 采薇僧 朱由穆－白眉和尚首徒 - 李寧－白眉和尚次徒，齊魯雙英之一 - 阿童－白眉和尚末徒 - 天蒙神僧 - 寒月大師 謝山 - 尊勝禪師 - 麗山七老 - 神尼優曇 - 玉羅剎 玉清大師－神尼優曇的首徒 - 齊霞兒－妙一真人夫婦的女兒，優曇弟子 - 神尼芬陀－三大神尼之首 - 楊瑾（凌雪鴻）- 神尼芬陀關門弟子 - 花無邪－神尼芬陀關門弟子 - 一音大師（葉繽）－寒月大師及神尼芬陀世交 | - 小寒山神尼 忍大師 -寒月大師前生法妻或心上人 - 赤杖真人－靈嶠仙府主人 真仙 - 赤杖仙童阮糾－靈嶠三仙之一 - 甘碧梧－靈嶠三仙之一 - 丁嫦－靈嶠三仙之一 - 矮叟 朱梅－嵩山二老之一 - 追雲叟 白谷逸－嵩山二老之一 - 神算子 易周 - 楊姑婆－神算子妻子 - 青囊仙子 華瑤崧 - 大方真人 神駝乙休 - 怪叫化 凌渾 - 白髮龍女 崔五姑 - 石仙王 - 燃燈道人 - 天乾山小男 - 半邊老尼 武當派掌門 - 鄭巔仙 - 紅花姥姥 |

亦正亦邪人物

| - 韓仙子－大方真人妻子 - 陷空老祖 - 水母磯璇－蜀山第一水仙 - 絳雲真人 - 赤尸神君 - 陰素裳 - 赤城子 - 青海教祖 藏靈子 - 黑伽山主 兀南公 - 藍面真人 姬繁 - 天痴上人 - 蒼鬚老人 - 枯竹老仙－大荒二老之一 - 盧嫗－大荒二老之一 | - 星宿老魔－魔教西宗宗主 - 鳩盤婆－魔教中土赤身教教主 - 尸毗老人－魔教東土宗主 - 九烈神君 - 梟神娘 -九烈神君妻子 - 紅髮老祖 - 大（初）鳳－紫雲三女之一 - 二鳳- 紫雲三女之一 - 三鳳- 紫雲三女之一 - 金鬢奴 - 百禽道人 公冶黄 - 麻冠道人 司太虛 |

邪派人物

| - 綠袍老祖 - 血神子 鄧隱－長眉真人同門師弟 - 玉娘子（艷屍）崔盈－聖姑伽因唯一衣缽傳人 - 毒手魔什－軒轅法王四弟子 - 軒轅法王－西崆峒魔主 - 鳩盤婆－赤身教主 - 金銀鐵三姊妹－赤身教主關門弟子 - 歡喜神魔 趙長素 - 星宿老魔－黑地獄魔主 - 南極四十七島妖人 - 毛蕭－東海雙兇之一 - 章狸－東海雙兇之一 | - 徐完－冥聖 - 哈哈老祖 - 毒龍尊者 - 五鬼天王 尚和陽 - 妖屍谷辰 - 雪山老魅 - 烈火祖師－華山派掌門 - 萬妙仙姑 許飛娘 - 妖屍窮奇－上古無華氏 |

## 主要門派
- 峨嵋派
- 青城派
- 五台派
- 武當派
- 崑崙派
- 華山派
- 崆峒派
- 青海派
- 雪山派
- 黃山派

## 仙府、魔宮
| 仙府 - 凝碧仙府 - 峨嵋金頂 - 天薘山靈嶠仙宮 - 北極陷空島 - 東海玄龜殿 - 幻波池 - 紫雲宮 - 天外神山小光明境 - 不夜城 - 靜瓊谷 - 小寒山 - 葬蒼山 - 銅椰島 - 金銀島 - 月兒島 - 大荒山 - 依還嶺 - 苗疆紅木 | 魔宮 - 火雲嶺神劍峰阿修羅宮 - 萬劫之門赤身魔宮 - 百蠻山陰風洞 - 青螺峪 - 慈雲寺 |

## 神功器物、奇珍異寶
| 正派秘笈 - 九天玄經 - 三元秘笈 - 大玄天章 - 內景元宗 - 玉版天書 - 太清寶籙 - 太陰真經 - 少清秘笈 - 玉版火真經 - 玉頁金簡 - 白陽圖解 - 地闕金章 - 坎離神經 - 貝葉禪經 - 神木真經 - 紫府秘笈 - 越女經 - 滅魔寶籙 - 渾天寶鑑 - 無字真經 邪派秘笈 - 九天秘魔玄經 - 天魔神功 - 天府副冊 - 太陰鬼籙 - 血神經 - 秘魔元經 - 蚩尤三盤經 - 陰魂秘篆 - 天妖屠神法 - 鬼劫屍功 - 阿修羅不死法 - 青鑒秘卷 - 四象誅仙邪功 - 天仙鎖魂法 - 道心種魔大法 - 梵天魔咒 - 玄牝魔功 - 魔光五重天 - 鬼打邪功 - 阿毘曇大法 - 魔骨經 - 魔髓經 - 幽空魔羅印 - 陰魔大法 丹、丸 - 化俗丹 - 百草九轉仙丹 - 冷雲丹 - 坎離丹 - 散光丸 - 紫雲丹 - 毒龍丸 刀、劍 - 七修劍 - 天辛劍 - 天魔化血神刀 - 太白金刀 - 玄都劍 - 冰魄神光劍 - 長眉戒刀 - 阿難劍 - 青索劍 （雌） - 南明離火劍 - 修羅刀 - 神木劍 - 毗那神刀 - 屠龍刀 - 寒鐵寶劍 - 無形劍 - 紫郢劍 （雄） - 碧犀刀 - 聚凝劍 - 駌鴦霹靂雙劍 - 霜皎劍 - 鑄雪劍 其他兵器 - 列缺雙鈎 - 滅魔彈月弩 - 禪門錫杖 - 斷玉鈎 - 九天十地避魔神梭 神針、魔針 - 七絶魔針 - 大五行滅絕神光線 - 太陽神針 - 白眉針 - 魔教七絶魔針 | 神珠、魔珠 - 乾天火靈珠 - 土木二行珠 - 玄牝珠 - 牟尼珠 - 佛門定珠（又稱慧珠） - 雪魂珠 - 巽靈珠 - 葵水雷珠 - 碧犀珠 - 彌陀珠 - 寶雪魂珠 - 寶巽靈珠 - 魔靈珠 武器 - 七絶烏梭 - 七寶金幢 - 九天十地辟魔神梭 - 九天元陽尺 - 二氣環 - 二象環 - 大有圈 - 大有環 - 六陽青靈避魔鎧 - 天旋神砂 - 天藍神砂 - 日月五星輪 - 如意金連環 - 兩極圈 - 法華金輪 - 青陽柱 - 青雷子 - 烏龍剪 - 真如剪 - 秘魔神裝 - 混元一炁球 - 葵水雷母 - 碧燐衝 - 燧人鑽 - 謢身翠練 - 離合五雲圭 神功 - 九子陰雷 - 九幽靈火 - 天劫雷火 - 天龍禪唱 - 幻波心燈 - 水火風雷 - 玄陰魔焰 - 先天太乙神雷 - 冰魄神光 - 血影神光 - 佛光心燈 (散花檠) - 冷燄神雷 - 冷燄寒雷 - 金光大須彌手 - 阿修羅大法 - 旃檀佛法 - 神沙甬道 - 納芥環 - 乾天一元霹靂子 - 無相神光 - 無音神雷 - 紫青靈焰兜率火 - 歸化神音 - 藏寒燄神雷 - 轉輪大法 - 離合神光 - 魔教陰雷 奇門陣法 - 五行仙遁 - 五指神峰 - 五雲鎖仙屏 - 幻波池五行仙遁制陣 - 火宅嚴關 - 左元十三限 - 生死晦明幻滅兩儀微塵陣 - 如意七情障 - 百毒桃花瘴 - 血河大陣 - 兩儀微塵陣 - 修道關卡陣 - 陷空島地礙宮七星五行迷奇陣 - 生死幻滅晦明大陣 | 神物 - 子午宙光盤 - 六陽神火鑒 - 天心雙環 - 玄冰壁 - 玉避邪 - 如意水煙羅 - 竹葉靈符 - 西方金蓮神座 - 香雲寶蓋 - 吸星神簪 - 兩界牌 - 青木神簪 - 泉母 - 迦葉金光鏡 - 落神坊 (滅神坊) - 辟邪玉虎 - 潛龍符 (即神禹令) - 鎖雲璧 - 鎖魂鍊 神器 - 九疑鼎 - 十二金屏 - 天遁鏡 - 金剛靈娑羅蒲團 - 青蜃瓶 - 青靈旗 - 神禹令（潛龍符） - 神禹鼎 - 乾靈燈 - 兜率寶傘 - 寒氤寶鼎 - 煉彌塵旛 - 彌塵旙 - 彌塵旛 - 離垢鐘 靈藥 - 八功德水等 - 六陽換骨瓊漿 - 天一玄冰 - 天一真水 - 朱草紅避邪 - 青瑤乳 - 毒龍香 - 萬年續斷靈玉膏 - 萬豔消骨散 - 藍田玉實 仙花異卉 - 七禽毒果 - 九天仙府金花 - 千年朱靈草 - 千年肉芝 - 合歡蓮 - 朱顏草 - 佛橘 - 快活花 - 夜合花 - 晨露花 仙蟲、毒物 - 百毒金蠶蠱 - 毒物文蛛 - 萬載寒蚿 - 醉仙娥 神鳥、神獸 - 古神鳩 - 神吼 - 神鵰玉奴 - 神鵰佛奴 天魔 - 九子母天魔 - 三枭神魔 - 陰陽十三魔 酷刑 - 萬針刺魂 |

## 改編作品

### 電影
- 1983年，制作 : 嘉禾電影有限公司，導演 : 徐克，演員 : 林青霞／鄭少秋／劉松仁／洪金寶／元彪／李賽鳳／孟海 等主演。

- 2001年，制作 : 電影工作室／一百年電影有限公司，導演 : 徐克 ，演員 : 洪金寶／古天樂／鄭伊健／吳京／譚耀文／章子怡／張柏芝／林熙蕾 等主演。

### 電視劇
- 1990年，制作 : 香港無線電視，監製 : 蕭笙 ，集數 : 全劇共20集 ，演員 : 楊寶玲／關禮傑／李婉華／郭富城 等主演。

- 1991年，制作 : 香港無線電視，監製 : 蕭笙，集數 : 全劇共20集 ，演員 : 陳松齡／鄭伊健／李秀媚／關禮傑 等主演。

- 2002年，製作：台灣中視電視台，集數：36集，演員：馬景濤，陳德容，洪金寶，李婷宜，趙擎，錢小豪，張佩華，龍隆，鮑逸琳，劉雪華(客串），姜大衛（客串）

- 2015年，制作 : 江苏稻草熊影业有限公司，集數 : 全劇共54集 ，演員 : 陈伟霆、赵丽颖、吴奇隆、文咏珊 等主演。

- 2018年，制作 : 江苏稻草熊影业有限公司，集數 : 全劇共48集 ，演員 : 吴奇隆、雨婷儿、陈哲远、刘一曈、聂子皓 等主演。